# 石田尾博夫
石田尾 博夫（いしだお ひろお、1948年9月2日 - ）は、日本の社会学者、地域経済学者、観光学者。経済学博士、博士（芸術工学）。第一工科大学名誉教授、南九州市名誉市民。

## 経歴・人物
鹿児島県熊毛郡上屋久村（後の上屋久町、屋久島町）出身。1972年3月拓殖大学政経学部政治学科国際関係専攻卒業。1974年3月拓殖大学大学院経済学研究科博士前期課程（修士課程）修了、経済学修士取得。1974年5月より九州学院大学（後の第一工業大学、第一工科大学）・九州学院大学短期大学部兼任講師、1951年4月より九州学院大学工学部専任講師。後に九州学院大学工学部助教授に就任し、大学名変更後は第一工業大学工学部助教授。1997年11月第一工業大学工学部教授に昇任。1998年10月経済学博士取得。2001年4月放送大学客員教授兼任。2002年4月第一福祉大学（後の福岡医療福祉大学）教授（福祉産業学科長）を兼任。2007年3月九州大学大学院芸術工学府博士課程後期を修了し、論文「名勝史跡「坊津」にみる「坊津八景」の景観的意義とその保全条件に関する研究」で博士（芸術工学）を取得。2011年4月日本経済大学経済学部教授を兼任。後に第一工科大学名誉教授の称号を授与される。
鹿児島県内各自治体の委員会で座長を務める等、地域社会活動に積極的に取り組み、南九州市名誉市民の称号を授与されたほか、霧島市都市計画審議会長、薩摩川内市都市計審議会長等を務めた功績で2019年6月19日の都市計画法・建築基準法制定100周年記念式典にて国土交通大臣表彰を受け、元鹿児島県男女共同参画審議会会長等として2024年11月1日に鹿児島県民表彰（社会活動部門）を受ける。また、日本観光学会九州・沖縄支部長として九州の多くの観光地の観光産業振興に携わった。